# Marginea Pădurii, Prahova
Marginea Pădurii (în trecut, Nucii Ghidii sau Nucii Gâdei, Runceni) este un sat în comuna Jugureni din județul Prahova, Muntenia, România.